# Zhang Yueqin
Zhang Yueqin (張月琴S, Zhāng YuèqínP; 27 gennaio 1960) è un'ex cestista cinese.

## Carriera
Con la Cina ha disputato i Giochi olimpici di Los Angeles 1984 e due edizioni dei Campionati del mondo (1983, 1986).